# Інтергельпо
Інтергельпо (Interhelpo, в перекладі з мови ідо «взаємодопомога») — промисловий кооператив з Чехословаччини, який добровільно поїхав за закликом Володимира Леніна будувати соціалізм на територію нинішньої Киргизії. Головним чином складався з чехів, словаків та угорців.
У 1925 році був визнаний кращим кооперативом Радянського Союзу. Був ліквідований у 1943, багато інтергельповців були репресовані, інші повернулися в Чехословаччину або загинули на фронті. Частина інтергельповців залишилася жити у м. Фрунзе (Бішкек).

## Історія
Кооператив «Інтергельпо» був створений в 1923 році в м. Жиліна, Чехословаччина. У 1924 році був укладений договір між радянським урядом і представниками «Інтергельпо» на переселення в Киргизії. 24 квітня, того ж року, в Киргизії прибуває перший ешелон (14 вагонів з обладнанням — машини для столярної, слюсарної, токарної, колісної, кравецької і шевської майстерні, сільськогосподарські машини, деякі машини для шкіряного заводу, повна лісопилка, а також 13 вагонів з людьми).
Вже на місці виявилося, що умови життя були жахливими; у перший рік померли практично всі діти переселенців віком молодше 5 років. Втім, радянська влада не давала людям можливості повернутися, і ті змушені були адаптуватися до місцевих умов:
«… На відведеній „Інтергельпо“ ділянці площею 230 га в голому степу мали задимитися фабрики, зашуміти машини майстерень, мало розквітнути містечко „Інтергельпо“ з першою електрикою. Першим був пущений цегельний завод. Комунари не чекали на споруду цехів, вони прямо на деревах розвісили трансмісії і за допомогою локомобіля рухали перші токарні та слюсарні верстати. 1925 рік — рік побудови електростанції, лісопилки, шкіряного заводу, центральних майстерень, контор і житлових будинків — однак не все так гладко йшло… У членів „Інтергельпо“ померли від тифу і дизентерії всі діти до 5 років (40 дітей). У листопаді 1925 року транспорт прибув з Чехословаччини на допомогу, він привіз основні машини для шкіряного заводу і частину машин для борошномельного виробництва. У 1926 році приїхав основний ешелон з 606 людьми — це був ешелон текстильників. У Пішпеці запрацювала текстильна фабрика ім. Клемента Готвальда. Хлібороби „Інтергельпо“ вперше посіяли цукровий буряк, брали участь в будівництві та пуску Кантського цукрового заводу. Чехи, що залишилися в Киргизстані — організатори і керівники промисловості республіки, вони заклали фундамент промисловості республіки. У 1930 рік на частку „Інтергельпо“ припадало 45 % всієї промисловості республіки. В основному це були кваліфіковані робітничі династії Глозл, Мадель, Мерц, Цайзель, Вагнер, Дубчек, Кугінк, Покорн, Горачек, Томаш, Халупко та ін. Внесок інтергельповців у розвиток сільськогосподарського виробництва є незаперечним».

## Діяльність
Серед іншого, інтергельповці побудували в Киргизії: у 1925 електростанцію, в 1927 текстильну фабрику, в 1928 плавильний цех, а також: меблевий цех, лікарні, продовжили залізницю, столярні майстерні, шкіряний завод, побудували тодішню резиденцію уряду Киргизії. Механічні майстерні «Інтергельпо» згодом стали заводом імені Фрунзе.
У 1934 р. «Інтергельпо» випускало 20 % від всієї промислової продукції Киргизії.

## «Інтергельповці» на світлинах

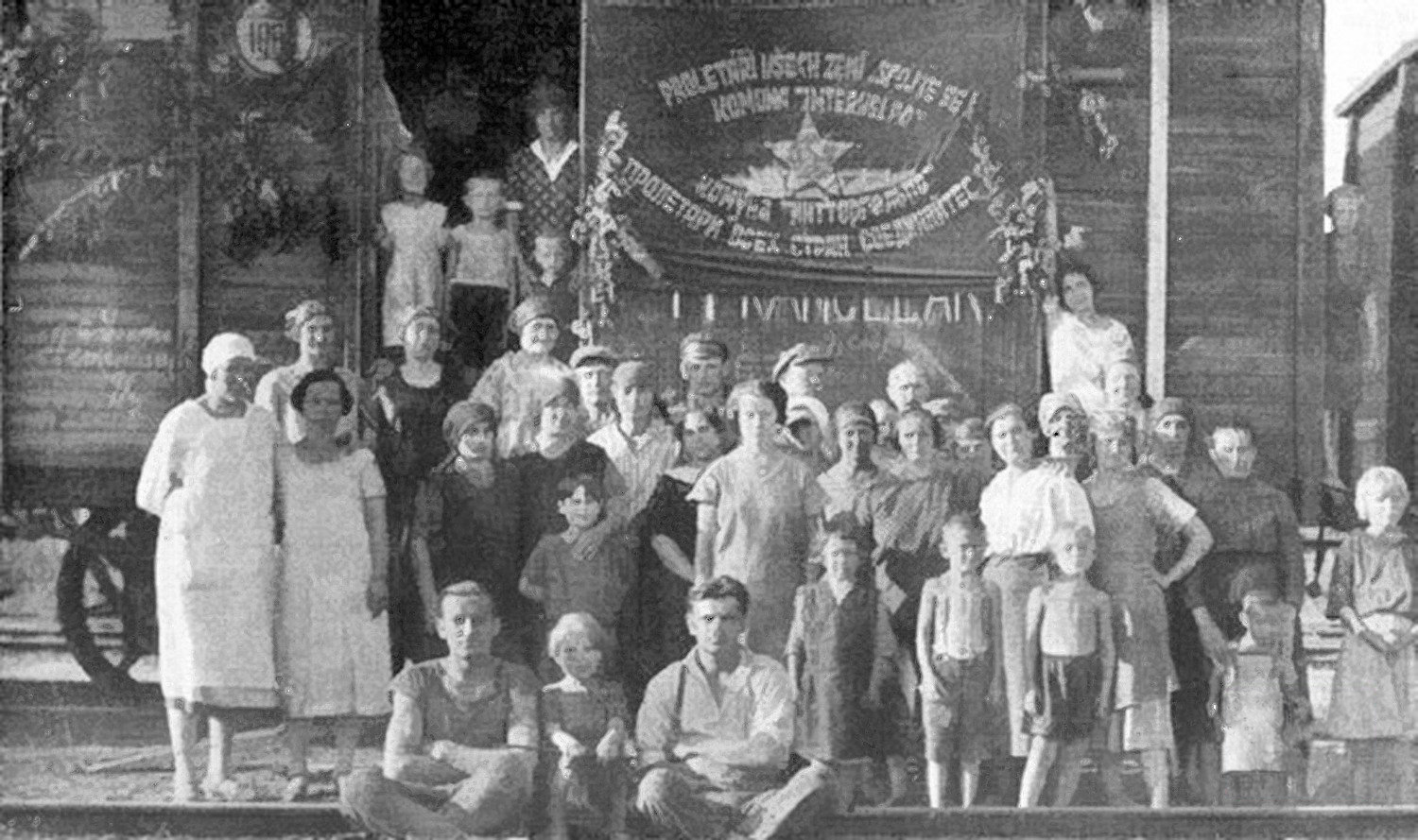
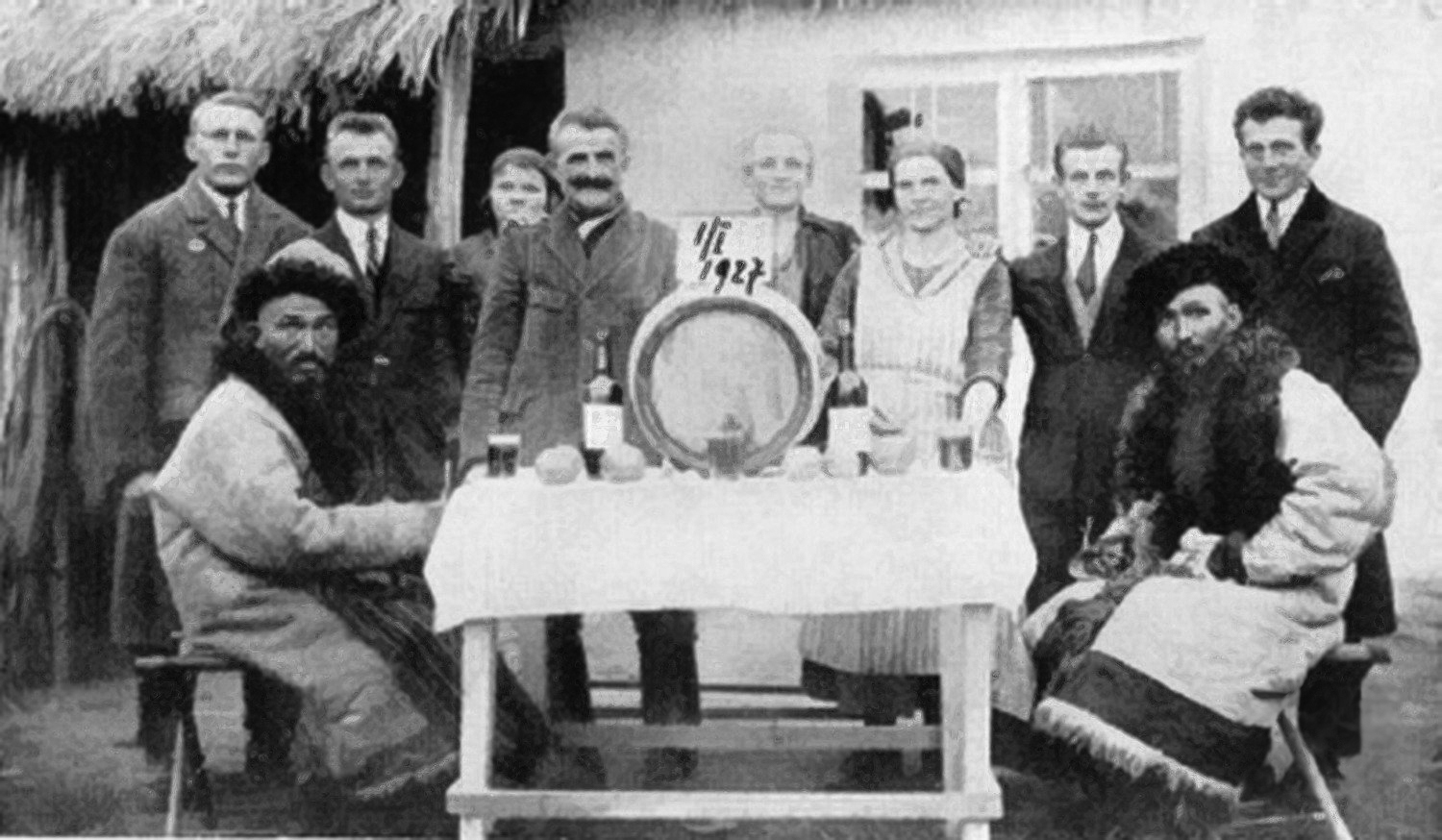
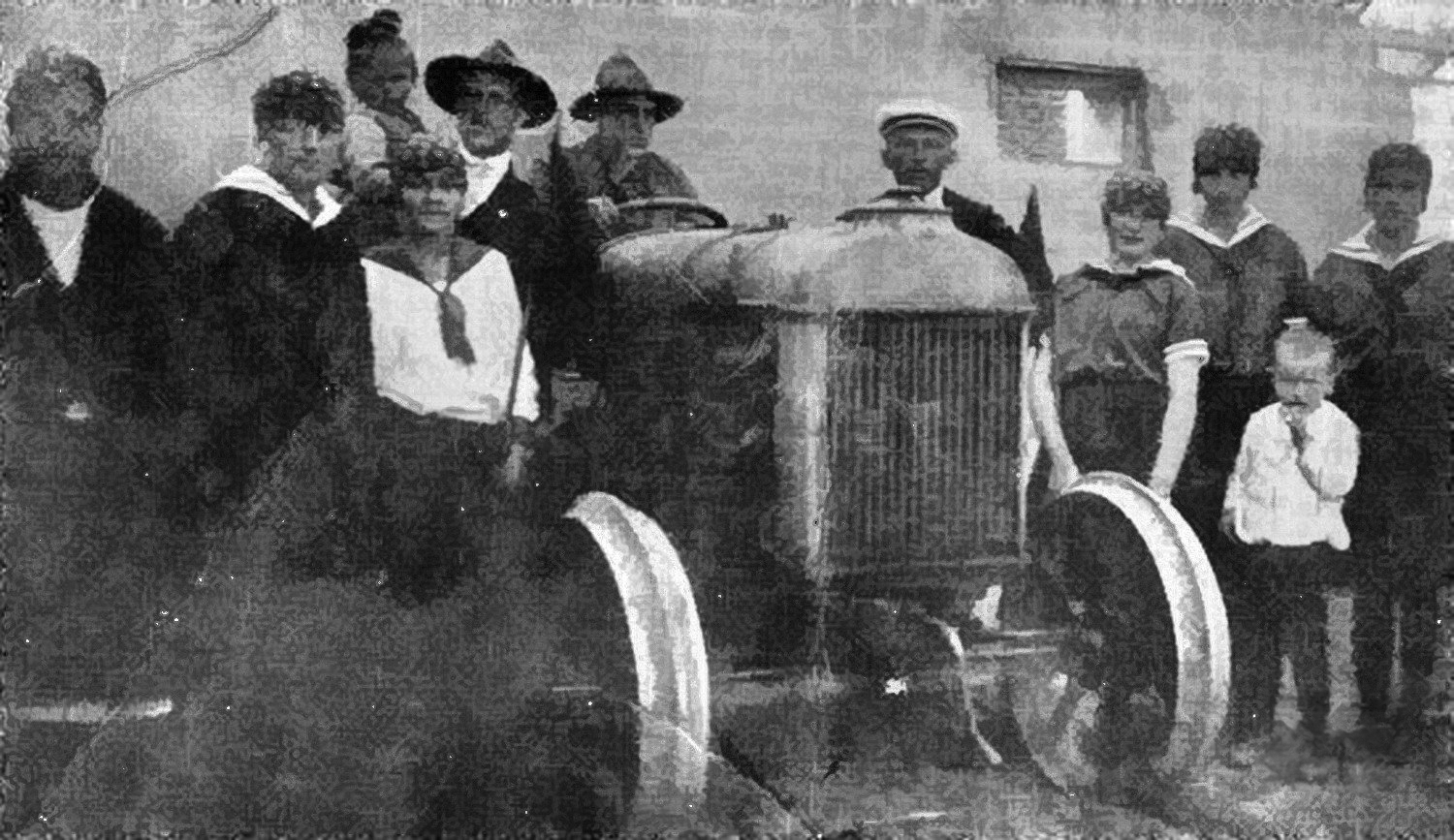
Перший трактор в Киргизії
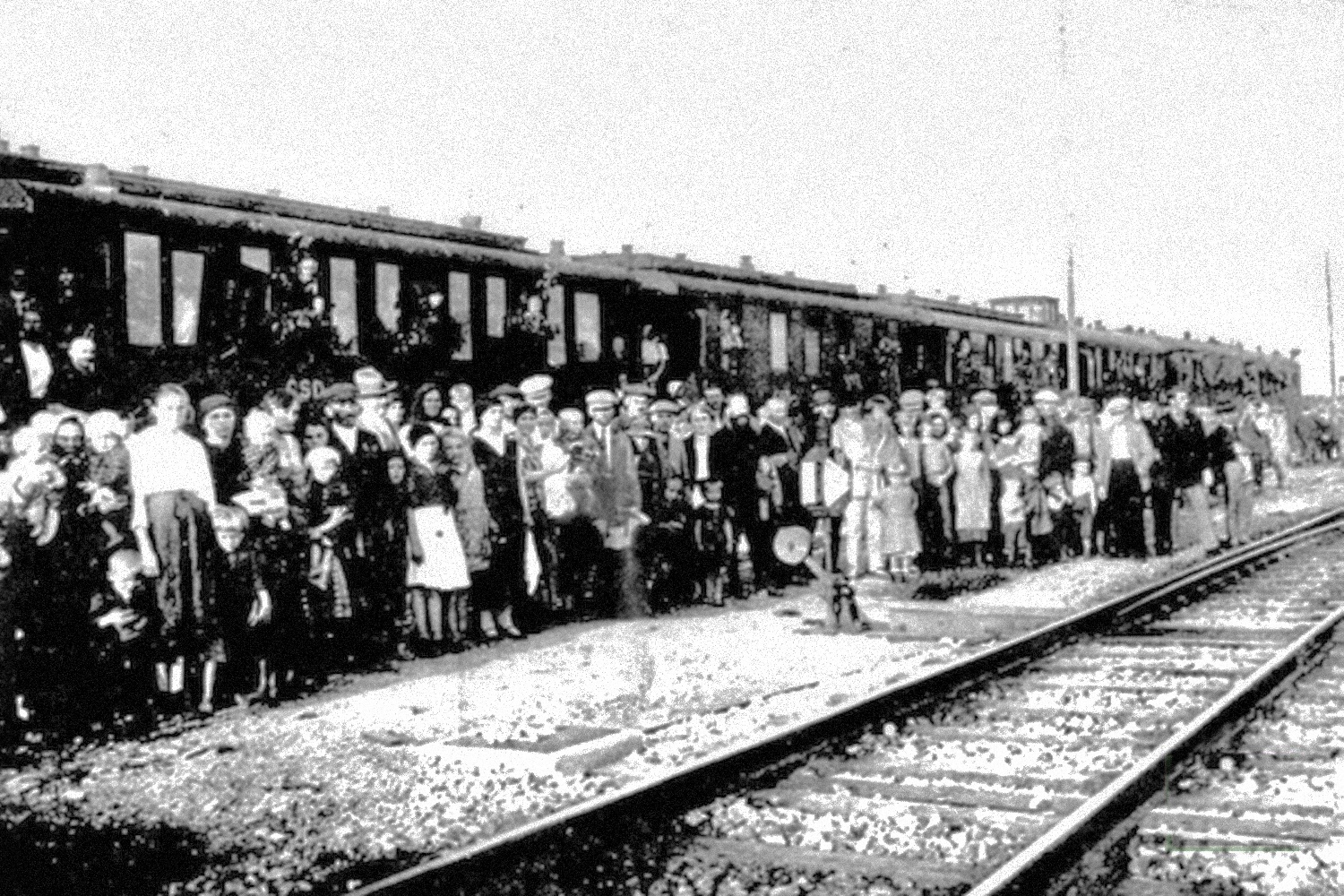
Прибуття другого ешелону. 1926 р.
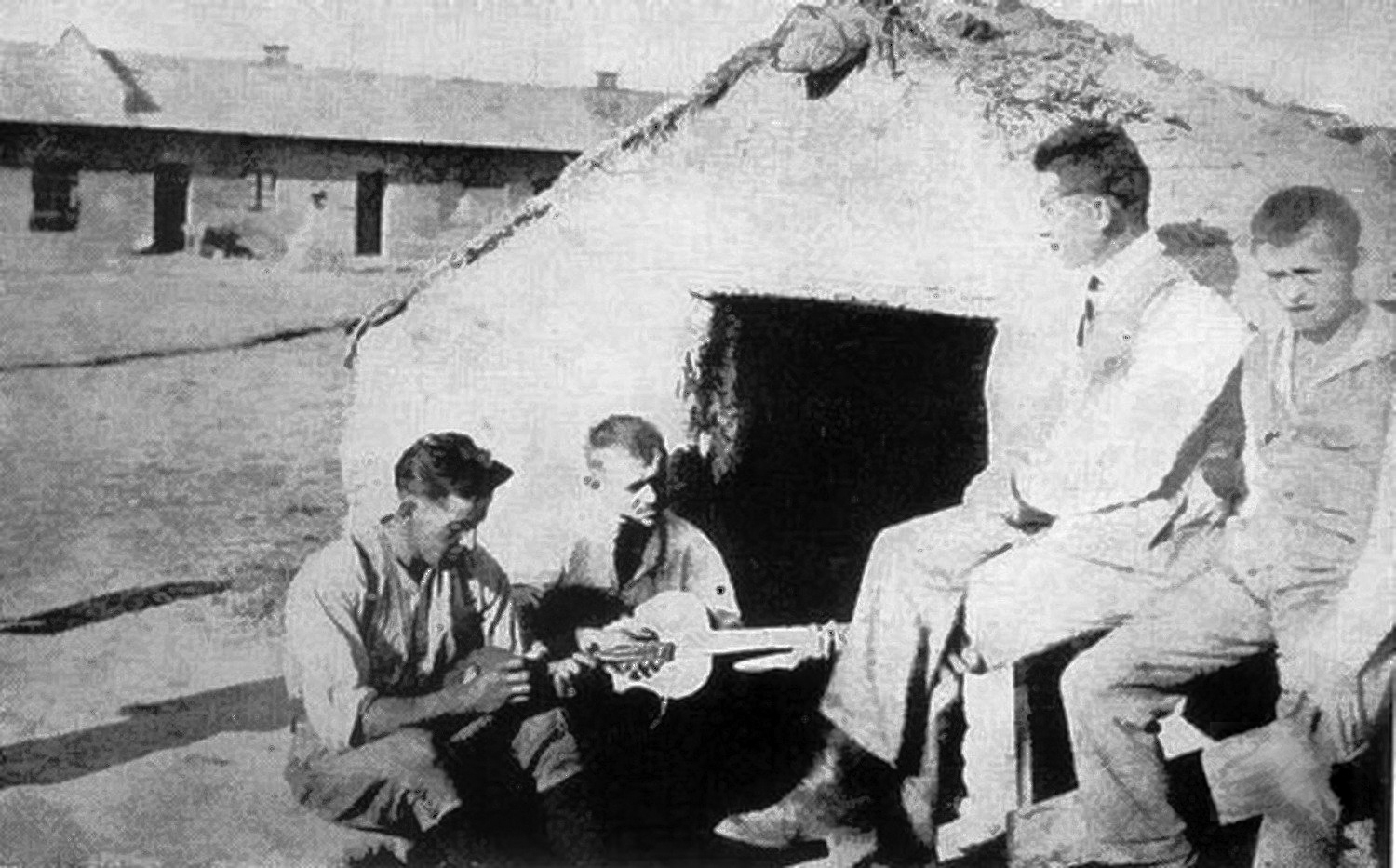
Землянки членів кооперативу. 1928 р.
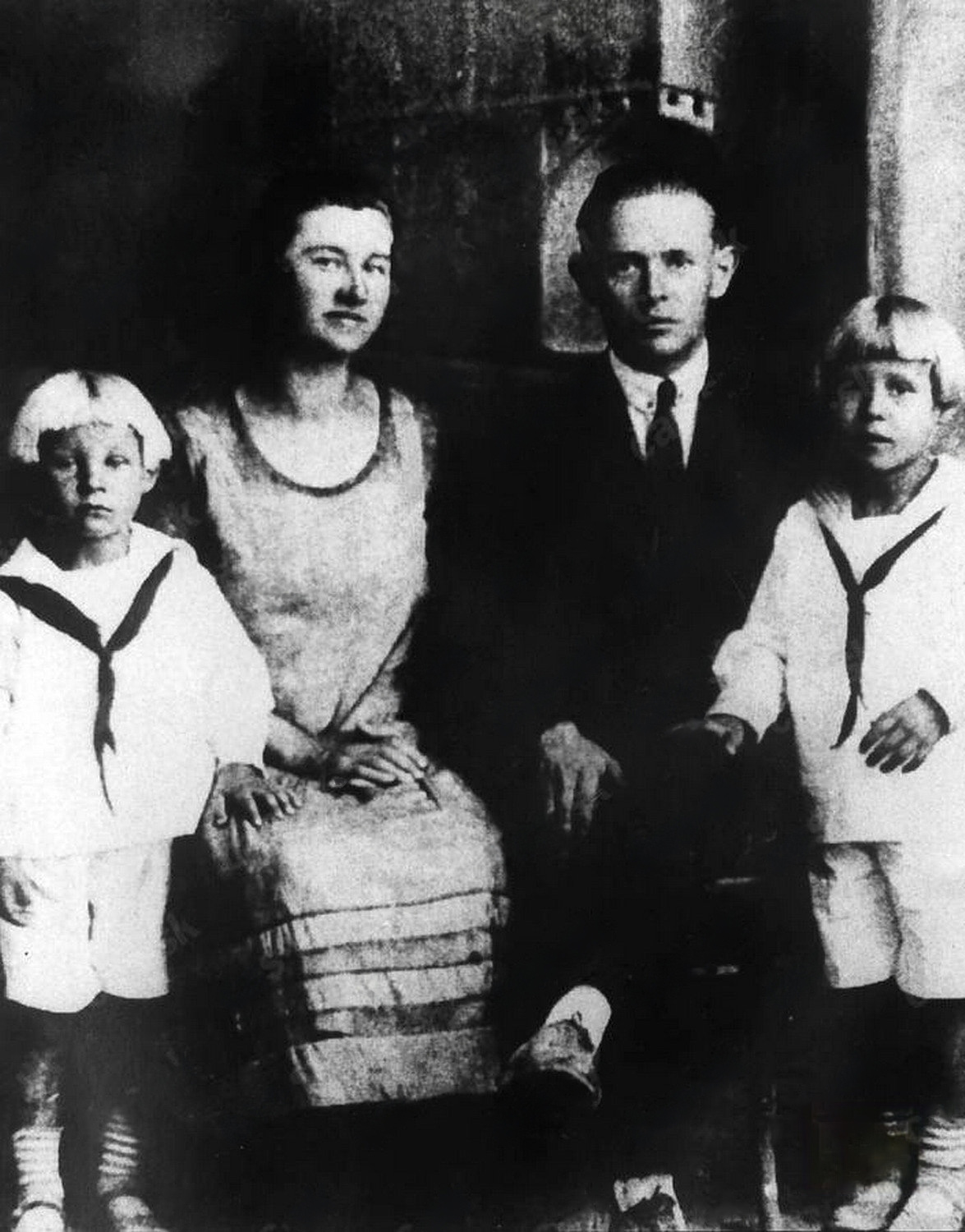
Маленький Олександр Дубчек (ліворуч) в р. Фрунзе (Бішкек). 1925 р.

## Цікаві факти
Більшість нащадків інтергельпівців у Бішкеку входять до суспільного об'єднання чехів «Наздар».